# Whispers (álbum de Passenger)
Whispers es el quinto álbum de estudio del cantautor británico Passenger. Fue lanzado entre el 6 y 10 de junio de 2014 en diferentes países, a través de Black Crow Records y Nettwerk. El álbum incluye los sencillos "Scare Away the Dark" y "Heart's on Fire".

## Antecedentes
El 26 de marzo de 2014 Passenger anunció detalles de su quinto álbum de estudio, donde confirmó el 9 de junio de 2014 como la fecha de lanzamiento en el Reino Unido. Digital Spy dijo sobre el álbum: "Este es sin duda el mejor álbum que he hecho, es muy cinematográfico. Hay un montón de grandes historias y grandes ideas. También hay algunos momentos sombríos sobre la soledad y la muerte, pero bueno, no sería un álbum de Passenger sin eso ". Lanzó "Heart's on Fire" como el primer sencillo del álbum el 14 de abril de 2014.

## Sencillos
"Heart's on Fire" fue lanzado como el primer sencillo del álbum el 14 de abril de 2014. Hablando con Digital Spy sobre la canción, dijo, "Heart's on Fire" es una canción nostálgica. Se trata de cuando se pasa tiempo con alguien que no es correcto, a pesar de que la persona pudiera serlo. Y aunque no estás con esa persona en el momento, puede ser que en el futuro la relación tenga más sentido ".

## Recepción de la crítica
Whispers obtuvo una recepción moderadamente positiva de los críticos. En Metacritic, que asigna una calificación normalizada de 100 a comentarios de la prensa corriente, el álbum recibió una puntuación media de 63, basado en 7 críticas.
Matt Collar de Allmusic le dio el título de "Álbum Seleccionado", alabando a los instrumentales y letras concluyendo con, "En última instancia, con Whispers, Rosenberg ha elaborado un álbum de himnos dulces, melodías para trovadores de corazón tierno de todo el mundo."  Jon Caramanica de The New York Times le dio una crítica agridulce al álbum, diciendo que su voz " puede ser sorprendente, incluso si su arsenal es limitado", pero también dijo que la mayoría de sus letras eran como un "poema garabateado de un adolescente."

## Portada del álbum
"Whispers" recibió una nominación al Grammy 2015 por Mejor Diseño de Empaque. El director de arte,  Sarah Larnach, también fue el artista y diseñador del álbum y da créditos a Mike Rosenberg por la creación del concepto. "Whispers" es el tercer álbum de Passenger donde Larnach diseña la cubierta.

## Lista de canciones
| N.º | Título                | Duración |  |
| 1.  | «Coins in a Fountain» | 3:04     |  |
| 2.  | «27»                  | 3:20     |  |
| 3.  | «Heart's on Fire»     | 4:13     |  |
| 4.  | «Bullets»             | 3:24     |  |
| 5.  | «Golden Leaves»       | 4:07     |  |
| 6.  | «Thunder»             | 2:25     |  |
| 7.  | «Rolling Stone»       | 3:22     |  |
| 8.  | «Start a Fire»        | 4:21     |  |
| 9.  | «Whispers»            | 4:02     |  |
| 10. | «Riding to New York»  | 5:02     |  |
| 11. | «Scare Away the Dark» | 4:38     |  |

| Edición de lujo con bonus tracks |                                  |          |  |
| N.º                              | Título                           | Duración |  |
| 12.                              | «Heart's on Fire» (Acoustic)     | 3:56     |  |
| 13.                              | «Coins in a Fountain» (Acoustic) | 2:49     |  |
| 14.                              | «Riding to New York» (Acoustic)  | 4:49     |  |
| 15.                              | «Start a Fire» (Acoustic)        | 3:56     |  |
| 16.                              | «Golden Leaves» (Acoustic)       | 4:03     |  |
| 17.                              | «Rolling Stone» (Acoustic)       | 3:27     |  |
| 18.                              | «Whispers» (Acoustic)            | 3:44     |  |

## Posicionamiento
| Lista (2014)                        | Mejor posición |
| ----------------------------------- | -------------- |
| Australia (ARIA)                    | 2              |
| Bélgica (Ultratop flamenca)         | 8              |
| Bélgica (Ultratop valona)           | 40             |
| Canadá (Billboard Canadian Albums)  | 2              |
| Dinamarca (Hitlisten)               | 13             |
| Países Bajos (Album Top 100)        | 3              |
| Finlandia (Suomen Virallinen Lista) | 15             |
| Francia (SNEP)                      | 24             |
| Alemania (Media Control Charts)     | 25             |
| Irlanda (IRMA)                      | 6              |
| Italian Albums (FIMI)               | 39             |
| Nueva Zelanda (Recorded Music NZ)   | 3              |
| Noruega (VG-lista)                  | 14             |
| España (PROMUSICAE)                 | 23             |
| Reino Unido (UK Albums Chart)       | 5              |
| Estados Unidos (Billboard 200)      | 12             |
| Estados Unidos (Folk Albums)        | 1              |

| Lista(2014)             | Posición |
| ----------------------- | -------- |
| Australian Albums Chart | 71       |
| US Folk Albums          | 21       |

## Historial de lanzamientos
| Región      | Fecha              | Discográfica |
| ----------- | ------------------ | ------------ |
| Reino Unido | 9 de junio de 2014 | Black Crow   |